# Adidas Terrestra Silverstream

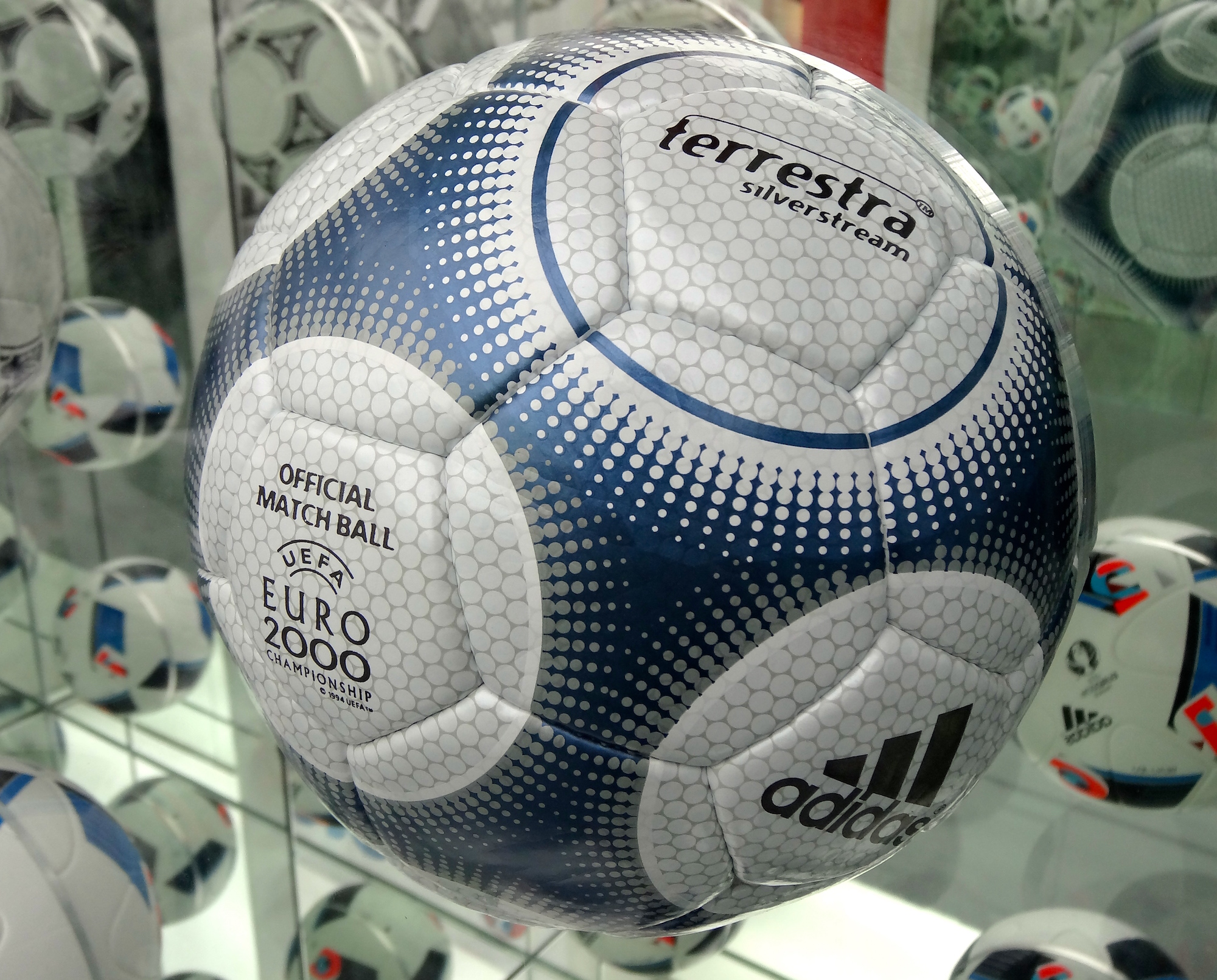
De Adidas Terrestra Silverstream (editie EK 2000)

De Terrestra Silverstream was de officiële wedstrijdbal waarmee op het Europees kampioenschap voetbal 2000 in Nederland en België werd gespeeld. De voetbal werd ontworpen door sportproducent adidas. De bal diende als basis voor het ontwerp van de Adidas Finale, de officiële wedstrijdbal in de UEFA Champions League.
In vergelijking met eerdere ballen zijn een aantal vernieuwingen aangebracht aan de Terrestra Silverstream. Het oppervlak van de bal is bedekt met een synthetische schuimlaag, waardoor deze zachter is en daardoor beter te controleren zou zijn. Aan de binnenkant van de bal is een laag met gas gevulde microballonnen aangebracht, met als doel de impact van een schot of kopbal gelijkwaardiger te verdelen. Dit zou de balsnelheid en precisie verhogen, alsmede de baan van harde schoten en passes stabiliseren. De Terrestra Silverstream was de laatste EK-bal die gestikt werd, vanaf 2004 werd gebruikgemaakt van thermische binding om de losse vlakken aan elkaar te bevestigen.
De naam en het design van de bal refereren aan de rivieren in de gastlanden, die als handelsroutes bijdroegen aan de welvaart in deze landen. De term ‘silverstream’ verwijst naar het glanzen van de rivieren in het zonlicht, maar ook naar het vervoer van kostbare goederen over deze waterwegen.
De Gamarada was de officiële wedstrijdbal van de Olympische Zomerspelen van 2000 in Sydney. Het was een grafische herziening van de Silverstream Terrestra. In plaats van zilver was hij rood en oranje, wat verwijst naar de kleuren van de Australische outback. De naam werd ontleend aan de taal van de Aboriginals en betekent zoiets als vriend.